# Czesław Dąbrowski (działacz społeczny)
Czesław Maurycy Mateusz Dąbrowski, ps. Mateusz (ur. 21 września 1891 w Rokitnie, zm. po 1940 w ZSRR) – polski nauczyciel i działacz społeczny, wykładowca związany z Mińskiem Białoruskim. 

## Życiorys
Ukończył studia na Wydziale Matematyki Uniwersytetu Paryskiego. Podczas pobytu we Francji związał się z ruchem lewicowym. W 1913 przystąpił do paryskiej komórki SDKPiL. W 1915 został aresztowany i uwięziony przez Niemców. W 1917 przystąpił do PPS-Lewicy, a w grudniu 1918 znalazł się wśród założycieli Komunistycznej Partii Robotniczej Polski. W 1920 wyjechał do Rosji i związał się z RKP(b). Pełnił obowiązki sekretarza redakcji polskojęzycznego „Sztandaru komunizmu”. W latach 1920–1922 pracował w Mińsku, wykładając matematykę na kursach ludowych, kierował również Polskim Kursem Pedagogicznym. Współpracował z gazetą „Młot”. W latach 1922–1925 wykładowca Polskiego Technikum Pedagogicznego w Mińsku, a od 1925 do 1926 jego dyrektor. Pełnił obowiązki asystenta w Katedrze Wyższej Matematyki Białoruskiego Uniwersytetu Państwowego (1923-1925). W latach 1923–1924 wykluczony z WKP(b) za rzekomy trockizm. Od 1926 pracował w Instytucie Kultury Białoruskiej jako instruktor Centralnego Biura Krajoznawczego. W 1932 zatrudniony w Instytucie Fizyczno-Technologicznym Akademii Nauk Białoruskiej SRR. Od 1934 do 1936 kierował Katedrą Matematyki Instytutu Pedagogicznego w Witebsku. W 1935 ponownie wyrzucony z WKP(b), a kilka miesięcy później uwięziony. W 1940 zwolniony z aresztu, jednak zaginął. 